# Hanae Shibata
Hanae Shibata (柴田 華絵, Shibata Hanae), née le 27 juillet 1992, est une joueuse internationale de football japonaise.

## Biographie
Le 4 août 2015, elle fait ses débuts avec l'équipe nationale japonaise contre l'équipe de Corée du Sud.

## Statistiques
Le tableau ci-dessous présente les statistiques de Hanae Shibata en équipe nationale
| Équipe du Japon | Équipe du Japon | Équipe du Japon |
| Année           | Matchs          | Buts            |
| --------------- | --------------- | --------------- |
| 2015            | 1               | 0               |
| Total           | 1               | 0               |

## Palmarès
- Troisième de la Coupe du monde des moins de 20 ans 2012